# GOLDEN☆BEST 小林明子
『GOLDEN☆BEST 小林明子』（ゴールデン☆ベスト こばやしあきこ）は、小林明子のベスト・アルバム。2004年12月22日発売。発売元はBMG JAPAN。規格品番はBVCK-38089。

## 解説
各レコード会社から発売されている廉価版ゴールデン☆ベストシリーズの中の1枚。
1曲目に収録された「恋におちて -Fall in love-」は、TBS系列金曜ドラマ『金曜日の妻たちへIII 恋におちて』（1985年8月〜12月放送）の主題歌となり、1985年暮れに大ヒットしたナンバー。2007年には德永英明が、カバー・アルバム『VOCALIST 3』からの先行シングルとして発売し、同年暮れの紅白でも披露された。4曲目の「心みだれて -Say it with flowers-」はTBS系列金曜ドラマ『金曜日には花を買って』（1986年10月〜1987年1月放送）主題歌、7曲目の「こころの炎 -Somewhere out there-」はTBS系列木曜ドラマ『芸能社会』（1990年7月〜9月放送）の主題歌。
21世紀に入って以降も海外に暮らしながら音楽活動を続ける中、2008年4月21日にはフジテレビ系列『SMAP×SMAP』の2時間スペシャル番組に出演し、本アルバム収録曲「恋におちて -Fall in love-」を披露した。

## 収録曲
特記以外　作曲:小林明子
1. 恋におちて -Fall in love-
  - 作詞:湯川れい子 編曲:萩田光雄
  - 2007年11月14日、再リリース（セルフカバー、WACL-7002）。
2. 真実
  - 作詞:松本隆 編曲:船山基紀
3. 愛はエナジー
  - 作詞:来生えつこ 編曲:清水信之
4. 心みだれて -Say it with flowers-
  - 作詞:湯川れい子 編曲:船山基紀
5. くちびるスウィング
  - 作詞:湯川れい子 編曲:Ralph Schuckett
6. Touch Me 朝がくるまで
  - 作詞・作曲:Terry Skinner・J.L.Wallance・Ken Bell
  - 日本語詞:湯川れい子 編曲:志熊研三
7. こころの炎 -Somewhere out there-
  - 作詞:Cynthia Weil 作曲:James Horner・Barry Mann
  - 日本語詞:松本一起 編曲:小林信吾
8. 心のシエスタ
  - 作詞:暮醐遊 編曲: 斎藤毅
9. Only The Angels Know
  - 作詞:Dean Pitchford 作曲:Michael Gore 編曲:Richard Carpenter
10. BE TOGETHER
  - 作詞:湯川れい子 編曲:小林信吾
11. 待ちわびて
  - 作詞:只野菜摘 編曲:羽毛田丈史
12. 愛とやすらぎの中で -How Could I Ask For More?-
  - 作詞:John Bettis 作曲・編曲:Richard Carpenter
13. YO TE AMO -恋のチェイサー-
  - 作詞:暮醐遊 編曲:小林信吾
14. CELEBRATE TONIGHT
  - 作詞:小林明子 編曲:Evert Verhees
15. DIGA MAIS…もっと言って（Med.Version）
  - 作詞:暮醐遊 作曲:Osny Melo 編曲:Osny Melo・小林正弘
16. 夏の終わりに
  - 作詞:湯川れい子 編曲:萩田光雄
17. 心のままに -Morning Wish-
  - 作詞:小林明子 編曲:萩田光雄